# ورننتیس
ورننتیس (به فرانسوی: Vernantois) یک کامین در فرانسه است که در Canton of Lons-le-Saunier-Sud واقع شده‌است.

## خصوصیات
ورننتیس ۶٫۹۹ کیلومترمربع مساحت و ۲۷۳ نفر جمعیت دارد.